# ميشيل تاباريز
ميشيل تاباريز (بالإسبانية: Michel Tabárez)‏ هو لاعب كرة قدم أوروغواياني في مركز حراسة المرمى، ولد في 29 مارس 1995 في مونتفيدو في الأوروغواي. شارك مع منتخب الأوروغواي تحت 20 سنة لكرة القدم. أما مع النوادي، فقد لعب مع سنترو أتلتيكو فينكس ‏.

## وصلات خارجية
- ميشيل تاباريز على موقع الاتحاد الدولي (مؤرشف)  (الإنجليزية)
- ميشيل تاباريز على موقع قاعدة بيانات كرة القدم.إي يو (الإنجليزية)
- ميشيل تاباريز على موقع Soccerway.com (الإنجليزية)